# 信濃小路長盛
信濃小路 長盛（しなのこうじ ながもり、生没年不明）は、室町時代後期の官人。九条家の家司。

## 概要
文明18年（1486年）7月29日に将軍・足利義尚の右近衛大将拝賀の地下前駈として見えるのが資料上の初見。明応3年（1494年）9月2日に九条家の使者を務め、明応5年（1496年）に九条家の筆頭家司であった唐橋在数が殺害されたため、代わって長盛が和泉国日根荘の奉行となっている。
文亀元年（1501年）勅勘を被った前関白・九条政基とともに日根荘に下向し、和泉守護の細川氏と対立したが、永正元年（1504年）帰京した。天文2年（1533年）には日根荘奉行を辞している。
天文3年（1534年）11月22日に近衛家と対立した関白・九条稙通が京から出奔しており、長盛はこれに従う。2人は天文21年（1552年）4月5日に帰京している。翌天文22年（1553年）に証如と書状を交わしているのが最後の史料である。『公卿補任』には天文23年（1554年）まで記載があり、この頃没したか。

## 官歴
注記のないものは『地下家伝』による。
- 時期不詳：宮内少輔。武蔵守。右馬頭
- 永正18年（1521年） 3月11日：従四位下[2][3]
- 時期不詳：大膳大夫。刑部卿
- 大永6年（1526年） 3月26日：従四位上[2][4]
- 享禄4年（1531年） 2月8日：正四位下
- 天文12年（1543年） 正月6日：従三位